# Comeback Kid
Comeback Kid (сокр. CBK) — хардкор-панк-группа, созданная в 2002 году в Виннипеге (Канада). В текущий состав группы входят Эндрю Нэуфилд (вокал), Рон Фрисен (вокал, бас-гитара), Джереми Хиберт (гитара), Стю Росс (гитара) и Лорен Легар (ударные). На данный момент группой записано шесть альбомов, последний из них «Heavy Steps» вышел в 2022 году.

## История
Группа образовалась в 2002 году как сайд-проект двух участников Figure Four, Эндрю Нэуфилда и Джереми Хиберта. К ним присоединились их друзья Скотт Вэйд и Кайл Профета. Название пошло от заголовка газетной статьи о хоккеисте Марио Лемьё и его возвращении в НХЛ.
Эндрю Нэуфилд говорит о появлении группы: «Мы хотели сохранить энергию команд, которым мы тогда подражали, но в то же время хотели взять что-то от скейт-панка 90-х и заставить всё это звучать более мелодично. Мы хотели, чтобы музыка оставалась тяжёлой, но вокал должен был содержать немного больше мелодии».
В марте 2003 года Comeback Kid выпускают свой первый полноценный альбом «Turn It Around» и сразу же отправляются в тур по Канаде, Северной Америке и Европе, совместно с такими группами, как Terror и Everytime I Die.
Вернувшись, группа приступает к записи второго альбома, вышедшего в феврале 2005 года под названием «Wake the Dead». Главный хит альбома и его заглавный трек «Wake the Dead» стал саундтреком к игре Burnout Revenge, а сам альбом занял 16-е и 27-е места в чартах Top Heatseekers и Top Independent Albums соответственно.
После продолжительного тура Comeback Kid приступают к записи следующего альбома. В это время группу покидает вокалист Скотт Вэйд, а его место занимает бывший гитарист Эндрю Нэуфилд, а в группе появляется новый человек — Кейси Хелджамберг. А в 2007 году с Comeback Kid прощается басист Кэвин Колл, вместо которого приходит Мэтью Кил. И после всех этих перестановок людей в природе в феврале 2007 выходит в свет третий альбом
Comeback Kid «Broadcasting…».
В 2010 году группа записывает и выпускает четвёртый альбом «Symptoms + Cures». 
В 2014 году выходит пятый номерной альбом «Die knowing»
В 2022 году выходит шестой альбом «Heavy Steps»

## Дискография
- 2002 — Demo EP
- 2003 — Turn It Around
- 2005 — Wake the Dead
- 2007 — Broadcasting…
- 2010 — Symptoms + Cures
- 2014 — Die Knowing
- 2017 — Outsider
- 2022 — Heavy Steps